# 1984 en science
| Années de la science : 1981 - 1982 - 1983 - 1984 - 1985 - 1986 - 1987    |
| Décennies de la science : 1950 - 1960 - 1970 - 1980 - 1990 - 2000 - 2010 |

Cet article présente les faits marquants de l'année 1984 en science.

## Évènements
- 1er août : découverte dans une tourbière du Cheshire des restes momifiés de l’Homme de Lindow[1].
- Décembre : Narendra Karmarkar publie un algorithme d’optimisation linéaire à coût polynomial[2].

### Sciences physiques
- 25 janvier : lors de son discours sur l'état de l'Union, Ronald Reagan relance le projet de station spatiale internationale, dont le coût s’avère si élevé qu’il ne pourra être réalisé qu’avec la coopération des Russes, des Européens et des Japonais, sous l’égide de la NASA[3].
- 3-11 février : 4e mission de la navette spatiale Challenger. Le 7 février, les astronautes Bruce McCandless II et Robert L. Stewart effectuent la première sortie dans l'espace sans lien[4].
- 8 février : départ de Soyouz T-10 B avec à son bord trois cosmonautes russes à destination de la station Saliout 7 pour une mission de près de huit mois[5].
- 14 mars : Peter Armbruster et Gottfried Münzenberg (en) synthétisent pour la première fois le Hassium (Hs), élément chimique de numéro atomique 108 au Centre de recherche sur les ions lourds (GSI) à Darmstadt, en Allemagne[6].
- 11 avril : première réparation dans l’espace d’un satellite artificiel, le Solar Max, par la navette Challenger dans le cadre de la mission STS-41-C[4].
- 11 mai : un transit de la Terre depuis Mars a lieu. Le précédent a eu lieu en 1905, le suivant se produira en 2084[7]. Le transit n'a, pour des raisons évidentes, pas pu être observé depuis Mars.
- 4 août : premier lacement d'Ariane 3[8].

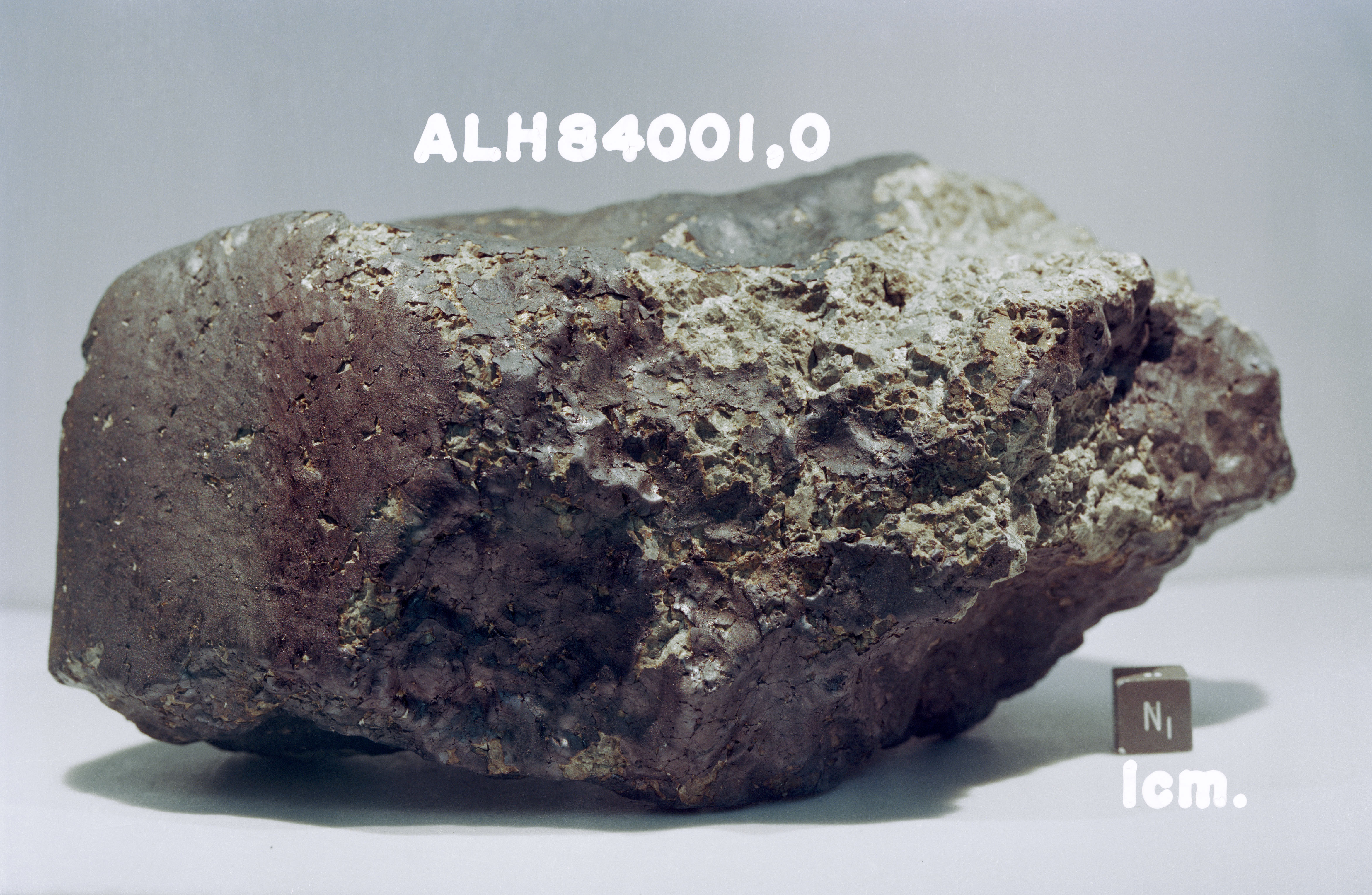
météorite ALH 84001

- 27 décembre : découverte de la météorite martienne ALH 84001 dans l'Antarctique[9].
- Décembre : mise en service du laser Nova (en). Construit au LLNL à Livermore en Californie, il est utilisé pour des expériences de fusion nucléaire par confinement laser.

- La NRAO convertit le radiotélescope de 36 pieds de Kitt Peak (construit en 1967) en radiotélescope de 12 mètres de diamètre, le ARO 12-m telescope[10].

### Sciences de la vie
- Janvier : le paléontologue russe Oleg Anatolyevitch Lebedev décrit le Tulerpeton curtum, un fossile de tétrapode datant du dévonien découvert en 1982 à Tula en Russie[11].

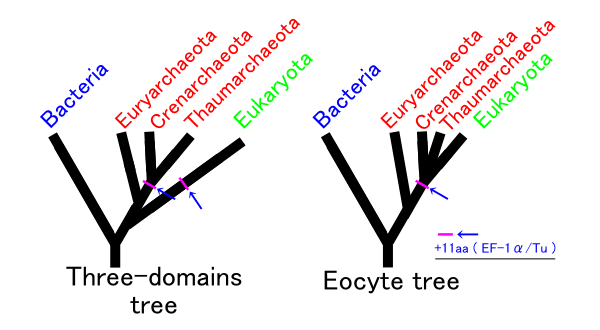
.

- 1er juin : publication par James A. Lake et al. de l'Hypothèse éocyte (en)[12] proposant un ancêtre commun aux archées et aux eucaryotes.
- 5 juin : création de l'Institut français de recherche pour l'exploitation de la mer (Ifremer)[13] et du Centre de Coopération Internationale en Recherche Agronomique pour le Développement (CIRAD)[14].

### Technologie
- 5 janvier : le programmeur américain Richard Stallman démission de son poste au MIT pour se consacrer entièrement au développement du système d'exploitation GNU[15].

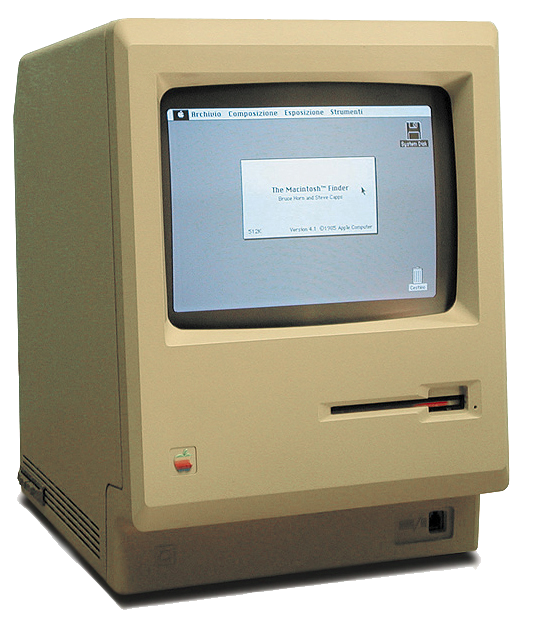
Macintosh 128K

- 24 janvier : Apple lance l'ordinateur personnel Macintosh au prix de 2495 $. Présenté par Steve Jobs, il séduit par son interface graphique (menus, icônes, fenêtres, souris) le monde de l’éducation, de l’édition et des médias plus que celui des affaires, et conquiert rapidement 10 % du marché. Le jour de la présentation l'écran afficha le message : « Hello, I am Macintosh and I am glad to be out of that bag ». Les grandes chaînes d'informations américaines comme NBC en font toutes un sujet d'actualité. La campagne de publicité est lancée à l'occasion du Super Bowl, alors la plus grande manifestation sportive sur le sol américain. Le film publicitaire, inspiré de l'œuvre de George Orwell, part d'un monde froid et inhumain dominé par un dictateur — on pense à IBM — lorsqu'une jeune sportive d'un coup de masse détruit cette image et fait apparaître Macintosh « 1984 ne sera pas comme 1984 ». Apple vend plus de soixante-dix mille Macintosh lors des cents premiers jours[16],[17].
- Janvier : le nombre d'ordinateurs  connectés à Internet passe le cap des mille[18].
- 11 avril : lancement de l'Amstrad CPC 464.  La commercialisation commence le 21 juin au Royaume-Uni[19], en septembre en France.

## Publications
- Karl Popper : In Search of a Better World, 1984,  (ISBN 978-0-415-13548-1)

## Prix
- Prix Nobel

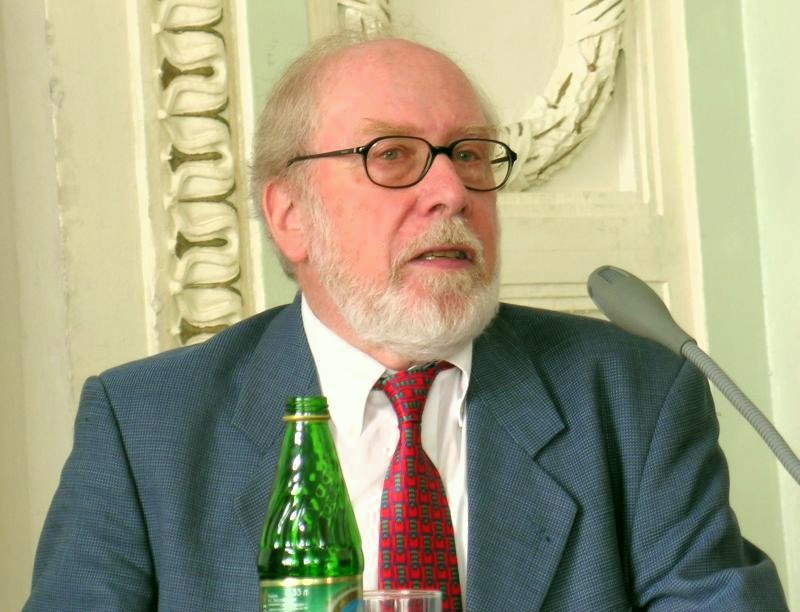
Niklaus Wirth

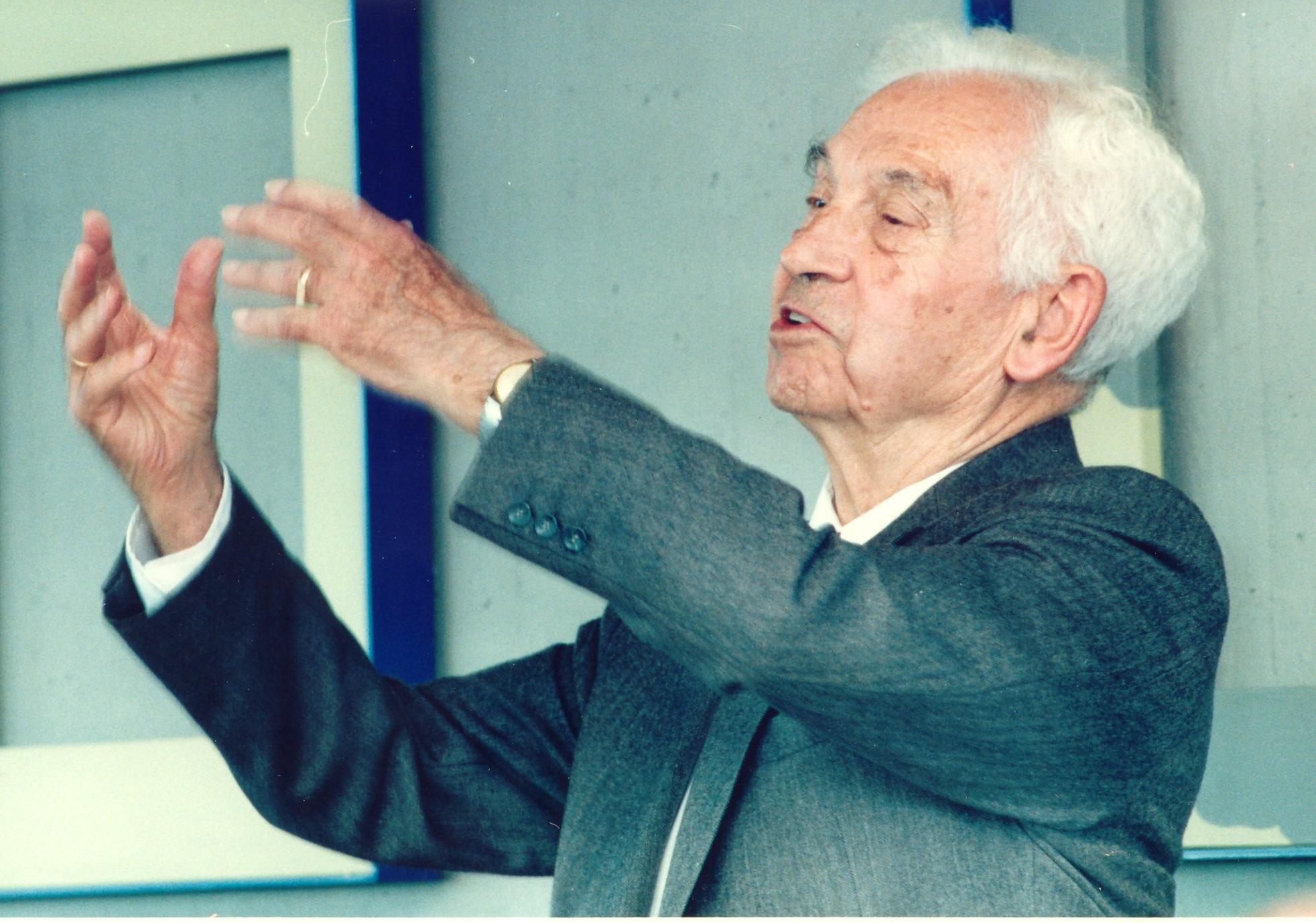
Ernst Mayr

  - Prix Nobel de physiologie ou médecine : Niels Jerne (Danois), Georges Köhler (Allemand), César Milstein (Argentin)
  - Prix Nobel de chimie : Robert Bruce Merrifield (américain)
  - Prix Nobel de physique : Carlo Rubbia, Simon van der Meer
- Prix Lasker
  - Prix Albert-Lasker pour la recherche médicale fondamentale : Michael Potter, Georges Köhler, César Milstein
  - Prix Albert-Lasker pour la recherche médicale clinique : Paul Lauterbur
- Médailles de la Royal Society
  - Médaille Copley : Subrahmanyan Chandrasekhar
  - Médaille Darwin : Ernst Mayr
  - Médaille Davy : Sam Edwards
  - Médaille Hughes : Roy Kerr
    - Médaille Leverhulme : John Frank Davidson (en)

  - Médaille royale : Alexander Lamb Cullen, Mary F. Lyon, Alan Rushton Battersby
  - Médaille Rumford : Harold Horace Hopkins
- Médailles de la Geological Society of London
  - Médaille Lyell : Douglas James Sheannan
  - Médaille Murchison : James Christopher Briden
  - Médaille Wollaston : Kenneth J. Hsu (en)
- Prix Jules-Janssen (astronomie) : Cornelis de Jager
- Prix Turing en informatique : Niklaus Wirth
- Médaille Bruce (Astronomie) : Olin Wilson
- Médaille Linnéenne : John Gregory Hawkes et John Stodart Kennedy
- Prix Holweck : Brebis Bleaney
- Médaille d'or du CNRS : Jean Brossel et Jean-Pierre Vernant

## Naissances
- 8 mai : John Resig, développeur américain.
- Mark Braverman, informaticien et mathématicien israélien.

## Décès

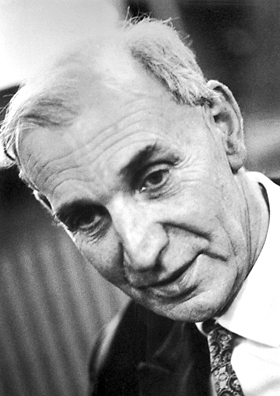
Alfred Kastler

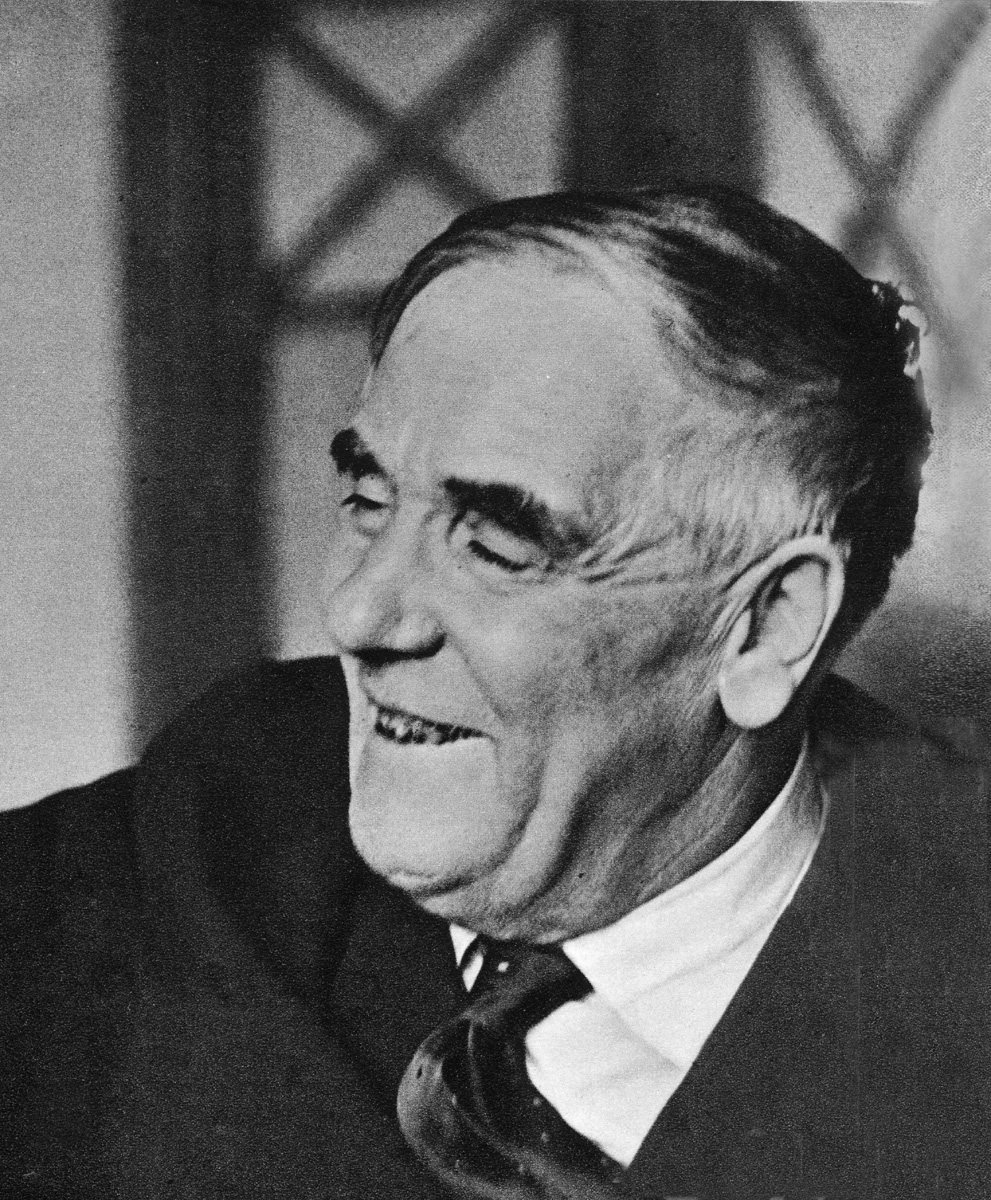
Piotr Kapitsa

- 7 janvier : Alfred Kastler (né en 1902), physicien alsacien, prix Nobel de physique en 1966.
- 8 janvier : Raymond Cornubert (né en 1889), chimiste français.
- 11 janvier : Erik Stensiö (né en 1891), paléozoologiste suédois.
- 22 janvier : Chaïm Perelman (né en 1912), logicien, philosophe et théoricien du droit belge.
- 18 février : Labib Habachi (né en 1906), égyptologue égyptien.
- 20 février : Giuseppe Colombo (né en 1920), mathématicien, astronome, ingénieur italien.
- 22 février : Max Newman (né en 1897), mathématicien et informaticien britannique.
- 13 mars : François Le Lionnais (né en 1901), ingénieur chimiste et mathématicien français.
- 18 mars : Maurice Daumas (né en 1910), chimiste et historien français.
- 5 avril : Giuseppe Tucci (né en 1894), universitaire et orientaliste italien.
- 8 avril : Piotr Kapitsa (né en 1894), physicien russe, prix Nobel de physique en 1978.
- 4 mai : Irwin Stone (né en 1907), biochimiste, ingénieur chimiste américain.
- 5 juin : Frederick Stratten Russell (né en 1897), zoologiste britannique.
- 20 juin : Gabriel Andrew Dirac (né en 1925), mathématicien hongrois.
- 28 juin : Yigaël Yadin (né en 1917), archéologue, politicien et militaire israélien.
- 29 juin :
  - Henri Fabre (né en 1882), ingénieur et aviateur français.
  - Audrey Richards (née en 1899), anthropologue britannique.
- 17 juillet : George Low (né en 1926), administrateur autrichien naturalisé américain.
- 26 juillet : George Gallup (né en 1901), statisticien et sociologue américain.
- 6 octobre : 
  - George Gaylord Simpson (né en 1902), paléontologue américain.
  - François Daumas (né en 1915), égyptologue français.
- 14 octobre : Martin Ryle (né en 1918), radioastronome britannique.
- 19 octobre : Jin Yuelin (né en 1895), logicien et philosophe chinois.
- 20 octobre :
  - Carl Ferdinand Cori (né en 1896), biochimiste américain.
  - Paul Dirac (né en 1902), physicien britannique.
- 5 novembre : Paul Vayssière (né en 1889), agronome français.
- 29 novembre : 
  - Tatiana Pavlovna Ehrenfest (née en 1905), mathématicienne néerlandaise.
  - Gotthard Günther (né en 1900), philosophe et logicien allemand.
- 8 décembre : Vladimir Tchelomeï (né en 1914), physicien et ingénieur en astronautique soviétique.